# میگوی صورتی آلاسکا
میگوی صورتی آلاسکا (نام علمی: Pandalus eous) نام یک گونه از سرده پاندالوس از فروراسته میگوهای اصلی است.
در زبان ژاپن هوکوکو آکا ابی (ホッコクアカエビ) به معنی «میگوی قرمز شمالی» نامیده می‌شود و یکی از عناصر سوشی است.